# Acento (periódico)
Acento.com.do (estilizado como Acento) es un medio de comunicación digital de la República Dominicana, fundado el 16 de febrero de 2011 por Fausto Rosario como sucesor del desaparecido portal Clave Digital. Nacido de una iniciativa periodística independiente, combina recursos propios y alianzas estratégicas para su sostenibilidad. 
Publica noticias, reportajes, análisis y artículos de opinión sobre temas políticos, económicos, sociales y culturales, tanto a nivel nacional como internacional.

## Historia
Acento fue fundado en 2011 por los periodistas Fausto Rosario Adames y Gustavo Olivo Peña, tras la salida de Rosario del periódico Clave Digital, medio que fue posteriormente adquirido y cerrado por el Grupo Abrisa en 2010. El nuevo proyecto surgió con la finalidad de continuar desarrollando el periodismo investigativo y de opinión en el entorno digital de la República Dominicana, en un contexto de cambios en la estructura y propiedad de los medios de comunicación del país.
Desde su creación, Acento ha orientado su labor hacia la difusión de información y análisis sobre temas de interés público. Su línea editorial ha estado enfocada en ofrecer contenidos que contribuyan al acceso a una ciudadanía informada y al fortalecimiento del debate público sobre asuntos nacionales.